# Septième circonscription de la préfecture de Chiba
La septième circonscription de la préfecture de Chiba (千葉県第7区, Chiba-ken dai-nana-ku) est l'une des quatorze circonscriptions législatives que compte la préfecture de Chiba au Japon.

## Description géographique
Entre 1994 et 2013, la septième circonscription de la préfecture de Chiba regroupait les villes de Noda et Nagareyama, une partie de la ville de Matsudo et le bourg de Sekiyado (ja) dans le district de Higashikatsushika (ja).
Entre 2013 et 2022, elle réunissait les mêmes unités administratives à l'exception du bourg de Sekiyado.
Depuis 2022, elle correspond aux seules villes de Noda et Nagareyama,.

## Députés
| Législature | Début de mandat | Fin de mandat | Député élu            | Parti politique | Parti politique |
| ----------- | --------------- | ------------- | --------------------- | --------------- | --------------- |
| 41e         | 1996            | 2000          | Kazuna Matsumoto (ja) |                 | PLD             |
| 42e         | 2000            | 2003          | Kazuna Matsumoto (ja) |                 | PLD             |
| 43e         | 2003            | 2005          | Akira Uchiyama (ja)   |                 | PDJ             |
| 44e         | 2005            | 2006          | Kazumi Matsumoto (ja) |                 | PLD             |
| 44e         | 2006            | 2009          | Kazumi Ōta            |                 | PDJ             |
| 45e         | 2009            | 2012          | Akira Uchiyama        |                 | PDJ             |
| 46e         | 2012            | 2014          | Ken Saitō             |                 | PLD             |
| 47e         | 2014            | 2017          | Ken Saitō             |                 | PLD             |
| 48e         | 2017            | 2021          | Ken Saitō             |                 | PLD             |
| 49e         | 2021            | 2024          | Ken Saitō             |                 | PLD             |
| 50e         | 2024            | -             | Ken Saitō             |                 | PLD             |